# ناحیه لنتی
ناحیهٔ لنتی (به مجاری:  Lenti járás) یک ناحیه در مجارستان است که در زالا واقع شده‌است و ۶۲۴٫۱۲ کیلومتر مربع مساحت و ۱۹٬۷۸۹ نفر جمعیت دارد.